# Gigantettix longipes
Gigantettix longipes är en insektsart som först beskrevs av Rehn, J.A.G. 1906.  Gigantettix longipes ingår i släktet Gigantettix och familjen grottvårtbitare. Inga underarter finns listade i Catalogue of Life.